# Scaly Mountain (Carolina del Norte)
Scaly Mountain es una pequeña área no incorporada ubicada del condado de Macon en el estado estadounidense de Carolina del Norte.